# IL-1β
Interleukine-1 beta (IL-1β), ook bekend als cataboline, is een cytokine die samen met onder andere interleukine-1 alfa (IL-1α) en IL-1 receptor antagonist (IL-1RA) de interleukine 1 familie vormt. Deze cytokine komt voor bij amniota en is een belangrijke speler in ontstekingen.

## Synthese
IL-1β is een product van het IL1B gen, met als chromosomaal locus 2q14. Eerst vindt synthese plaats van een inactief 31kDa precursor eiwit, dat vervolgens door een chymotrypsine-enzym wordt omgezet in het actieve 18 kDa IL-1β. Het eiwit is sterk geconserveerd en komt onder andere voor bij de chimpansee, koe, wolf en kip.

## Functie
Qua fysiologisch eigenschappen is IL-1β sterk gerelateerd aan IL-1α en tumornecrosefactor α (TNFα). Hoewel TNF-α apoptose kan induceren in kankercellen, heeft IL-1 deze werking doorgaans niet. IL-1 is een primaire inflammatoire cytokine die voornamelijk door monocyten en macrofagen wordt gemaakt in reactie op virussen, immuuncomplexen, microbiële producten en andere cytokines, zoals IL-2 en IFNγ.
Na secretie kan IL-1 binden aan een heterodimer van de interleukine-1 receptor (IL-1R) en co-receptor IL-1 accessoire eiwit (IL-1RAP). Via signaaltransductie vindt vervolgens activatie plaats van onder andere de transcriptiefactor NF-κB (nuclear factor 'kappa-light-chain-enhancer' of activated B-cells), mitogeen geactiveerde kinases (MAPKs) en proteïne kinase B (PKB of Akt). Bovendien wordt secretie van andere cytokines geïnduceerd, waaronder IL-2, IL-6, IL-8 en IFNβ. Ook vindt secretie plaats van hematopoëtische groeifactoren die belangrijk zijn voor de productie van leukocyten uit stamcellen, zoals granulocyt-macrofaag-koloniestimulerende factor (GM-CSF) en granulocyt-koloniestimulerende factor (G-CSF).